# 刘晓云 (1956年)
刘晓云（1956年7月—），女，安徽灵璧人，中华人民共和国地方政治人物，现任安徽省宿州市政协主席。

## 生平
1980年7月，毕业于安徽师范大学蚌埠分校音乐专业。1980年7月至1982年12月，在灵璧师范学校任教。1983年1月1999年4月，历任共青团宿县地委学少部副部长、部长，共青团宿县地委副书记、书记，中共宿县地区纪律检查委员会副书记。1999年4月，任中共宿州市委常委。1999年6月，任中共宿州市委宣传部部长。2004年2月，任中共宿州市委副书记、宿州市纪委书记。2011年9月，任宿州市政协党组书记。2012年1月，任宿州市政协主席。